# La Déesse rouge (film, 1930)
Pour le film de 1923, voir La Déesse rouge (film, 1923).
Pour plus de détails, voir Fiche technique et Distribution.
La Déesse rouge (The Green Goddess) est un film américain en noir et blanc réalisé par Alfred E. Green, sorti en 1930.
Il s'agit du remake du film muet de 1923 ; trois des acteurs principaux de la version précédente reprennent ici le même rôle.

## Synopsis
Pour venger la condamnation à mort de trois princes indiens, une partie de l'Inde se rebelle contre les Britanniques, créant des situations dangereuses pour les résidents britanniques. Trois d'entre eux, le major Crespin, sa femme Lucille et son ami le Dr Traherne, s'envolent vers le nord pour sauver les enfants du couple en vacances dans une région montagneuse.
Mais l'avion s'écrase et le trio est capturé par les sujets d'un rajah qui s'avère être le frère des princes condamnés à mort. Pour venger ses trois frères, le rajah décide d'offrir ces trois Blancs en sacrifice à la déesse verte, l'idole de son peuple.
Les trois Britanniques croient tout d'abord qu'ils sont des hôtes du rajah, lequel les traite avec courtoisie. Puis ils découvrent avec horreur qu'ils sont destinés à être immolés. S'échapper leur est impossible, mais le major découvre que le rajah est en possession d'une radio émetteur-récepteur. Avec l'aide du médecin il réussit à envoyer un appel au secours. Le major est tué ; Lucille et le médecin (qui s'aiment) sont emmenés dans la caverne des sacrifices pour y être tués. Les troupes britanniques arrivent à ce moment et les sauvent de la mort.

## Fiche technique
- Titre français : La Déesse rouge
- Titre original : The Green Goddess
- Réalisation : Alfred E. Green
- Scénario : Julien Josephson, d'après la pièce The Green Goddess de William Archer (1921)
- Société de production : Warner Bros. Pictures
- Photographie : James Van Trees
- Photographie de seconde équipe : Paul Ivano (non crédité)
- Montage : James Gibbon (non crédité)
- Musique : Cecil Copping (en), Louis Silvers
- Costumes : Earl Luick (non crédité)
- Pays de production :  États-Unis
- Langue d'origine : anglais
- Format : noir et blanc - 1,37:1 - son : Mono (Vitaphone)
- Genre : Aventures
- Durée : 73 min
- Date de sortie : 13 février 1930 (USA)

## Distribution
- George Arliss : le rajah de Rukh
- Ralph Forbes : Dr Basil Traherne
- H. B. Warner : le major Crespin
- Alice Joyce : Lucilla Crespin
- Nigel De Brulier : le prêtre du temple
- Ivan Simpson : Watkins
- Reginald Sheffield : lieutenant Cardew
- Betty Boyd : Ayah
- Nigel De Brulier : Prêtre du temple

## Source
- La Déesse rouge et l'affiche française du film, sur EncycloCiné